# Lubenice
Lubenice est une localité de Croatie située dans la municipalité de Cres, dans le comitat de Primorje-Gorski Kotar. En 2001, la localité comptait 24 habitants. Le peuplement de ce village est attesté depuis quatre mille ans, mais le bourg se résume à une trentaine d'antiques maisons, vides pour la plupart.

## Géographie
Le territoire du village couvre une superficie de 7,7 km2. Le village est situé au sommet d'une falaise dominant la mer Adriatique.

Dressé au sommet d'une falaise qui domine la mer à environ 400 mètres d'altitude, le village de Lubenice est le plus impressionnant nid d'aigle de tout l'archipel. Les terres fertiles qui l'entourent sont réputées pour l'ail qu'on y produit.

## Démographie
| 1948 | 1953 | 1961 | 1971 | 1981 | 1991 | 2001 |
| ---- | ---- | ---- | ---- | ---- | ---- | ---- |
| 76   | 70   | 72   | 44   | 48   | 37   | 29   |

## Personnalités liées à la commune
- l'écrivain Andrzej Stasiuk raconte dans Sur la route de Babadag son passage dans la localité de Lubenice.